# Hanušovice
Hanušovice település Csehországban, Šumperki járásban. Hanušovice Bohdíkov, Jindřichov, Malá Morava, Kopřivná, Velké Losiny és Staré Město településekkel határos. Lakosainak száma 2900 fő (2024. január 1.).

## Népesség
A település lakosságának változását az alábbi diagram mutatja:
| Lakosok száma | 2799 | 3722 | 4181 | 2919 | 3416 | 3599 | 3166 | 3169 | 2962 | 2900 |
|               | 1869 | 1890 | 1921 | 1950 | 1980 | 2001 | 2017 | 2019 | 2022 | 2024 |